# Abrolhos
Abrolhos é um arquipélago costeiro localizado no Oceano Atlântico, a cerca de 65 quilômetros do litoral sul do estado brasileiro da Bahia. É constituído por cinco ilhas, estando a trinta e seis milhas náuticas da costa de Caravelas. As cinco ilhas do arquipélago são: Ilha de Santa Bárbara (sob controle da Marinha do Brasil, onde está o farol e também a única habitada), Ilha Siriba, Ilha Redonda, Ilha Sueste e Ilha Guarita. Três delas são áreas intangíveis (Redonda, Guarita e Sueste), ou seja, o desembarque nestas ilhas é proibido. Somente as Ilhas Siriba e Santa Bárbara são abertas à visitação e de forma totalmente programada, monitorada e supervisionada pelo ICMBio e pela Marinha do Brasil respectivamente.
As ilhas estão dispersas numa área total de 913 quilômetros quadrados, área que pertence ao Parque Nacional Marinho dos Abrolhos, controlado pelo Instituto Chico Mendes de Conservação da Biodiversidade (ICMBio) com apoio da Marinha do Brasil. O arquipélago foi a primeira área do Brasil que recebeu o título de "Parque Nacional Marinho", pelo decreto n.° 88.218, de 6 de abril de 1983.
A origem do seu nome vem da língua portuguesa, tendo primeiramente sido registrado em diversos mapas como um aviso aos navegadores por frequentes acidentes e naufrágios causados pela formação de corais e que dificultavam a navegação: "Abre Olhos".

## Localização e acesso

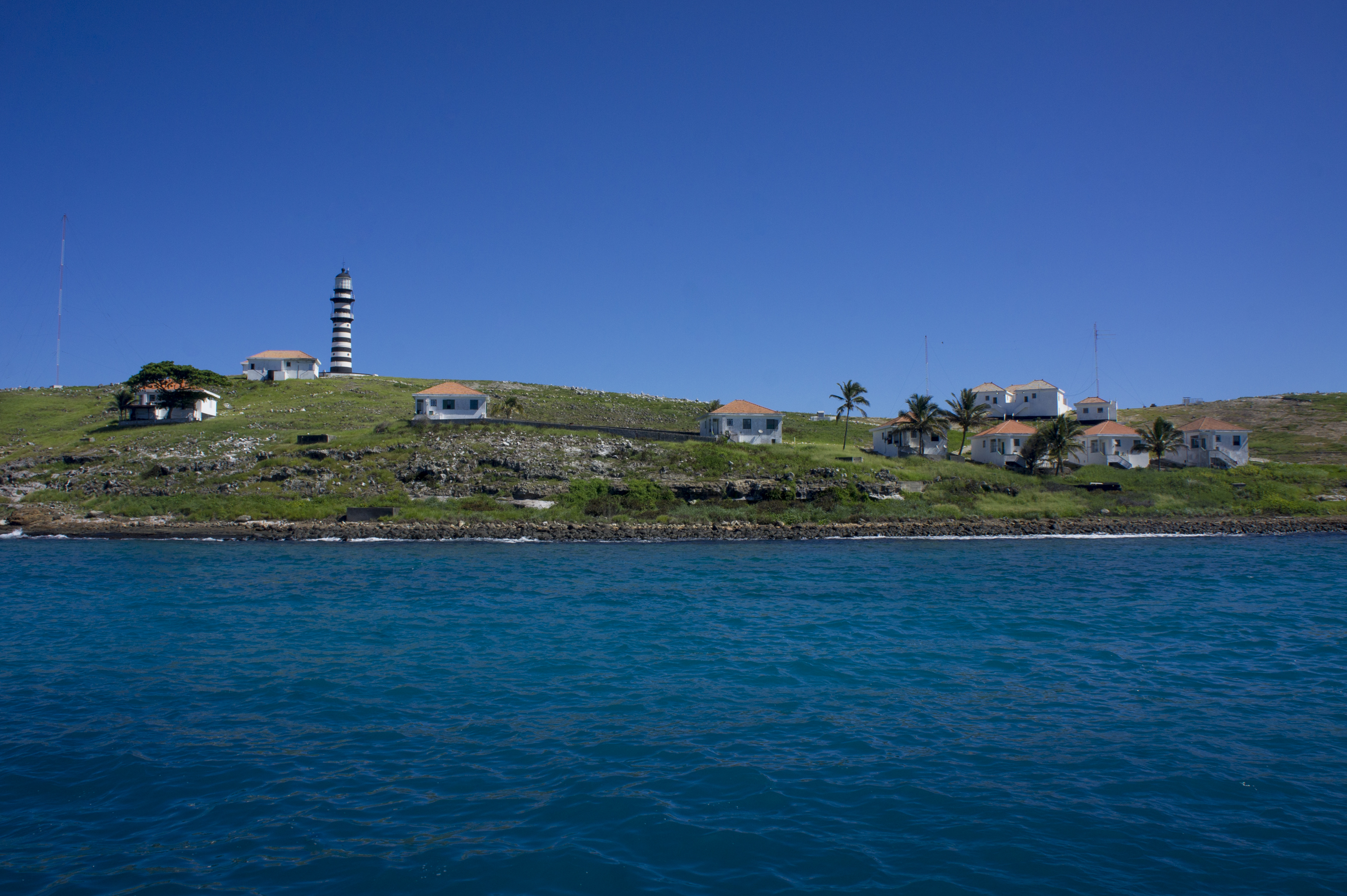
Ilha de Santa Bárbara, área militar.

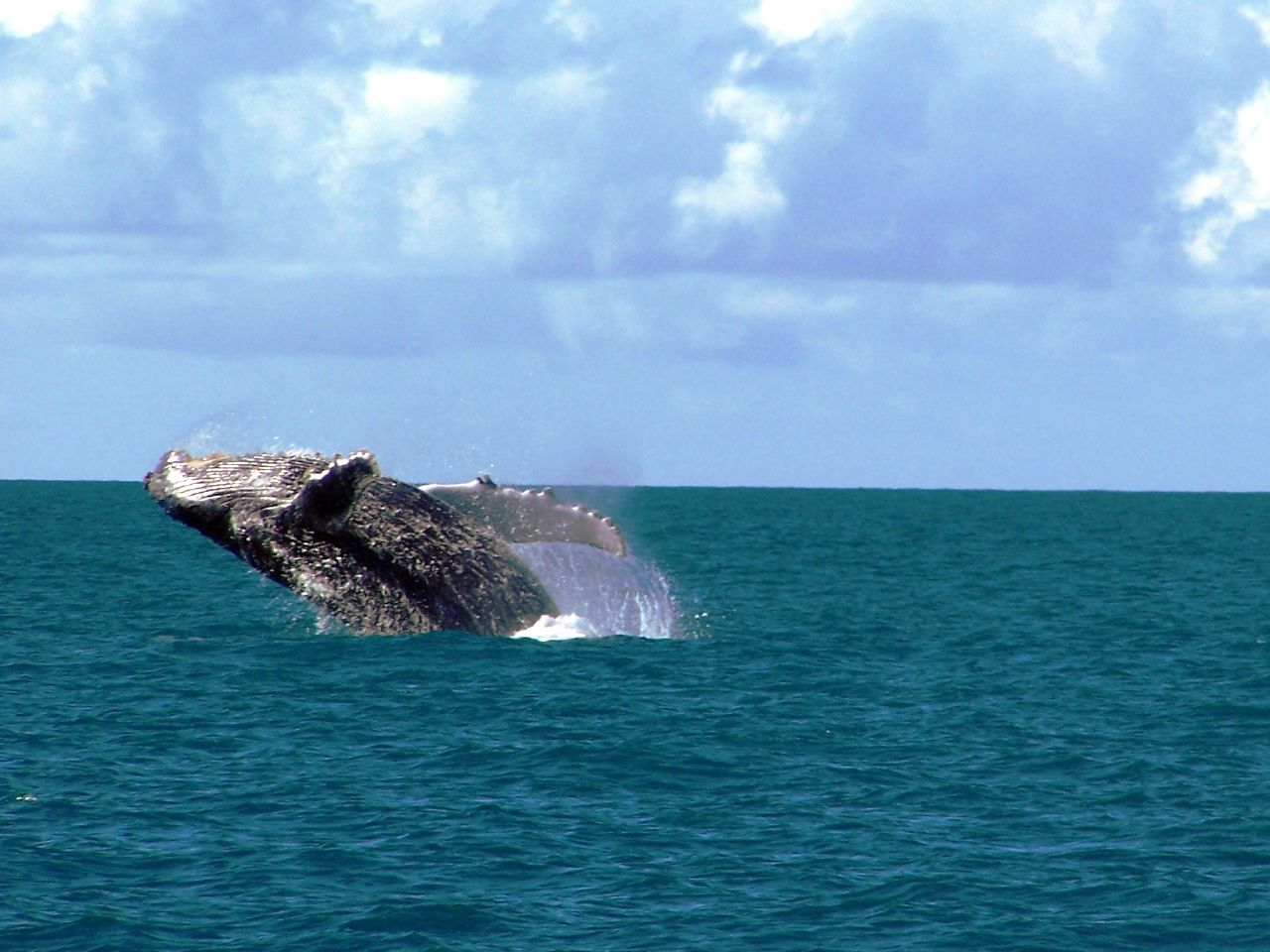
Uma baleia-jubarte subindo à superfície em Abrolhos.

A cidade mais próxima da unidade é Caravelas, que fica a uma distância de 836 quilômetros da capital do estado, da qual o acesso pode ser feito através da BR-101. Daí, o acesso pode ser feito de catamarã (o mais rápido faz o percurso em duas horas), lancha (duas horas e meia), de traineira (quatro horas) ou de escuna (seis horas), partindo-se de Caravelas, que fica a 36 milhas náuticas do Parque.[carece de fontes?]

## Atrações
Possui excelente área para mergulho autônomo e livre, pois as formações de corais abrigam grande diversidade de fauna marinha, formando grandes áreas de piscinas naturais. Nas ilhas, a atração fica por conta das aves nidificando nas formações rochosas, principalmente os atobás, pássaros típicos do arquipélago. Outros tipos de aves circundantes pela área são trinta-reis, grazina, fragata, benedito, bem como da família phaethontidae. Além disso, possui uma grande diversidade de fauna marinha, com inúmeras espécies de peixes, moluscos, corais, esponjas, tartarugas marinhas e vegetação que apresenta plantas suculentas, gramínea, arbustos e cactos. O Parque é aberto todos os dias, mas com visitação controlada. Diversas embarcações oferecem passeio de um dia ou mais à unidade. A partir de julho inicia-se a temporada das baleias-jubarte que vai até novembro. Nos últimos anos, um número pequeno de baleia-franca-austral começou a recolonizar para a área, tendo lá com filhotes.